# Birgitta Wollgård & Salut
Birgitta Wollgård & Salut är ett svenskt dansband som bildades i Uppsala 1972 och bestod av Birgitta Wollgård, Lasse Johansson, Leif Jansson-Stacksteg, Hans Mattsson, Bill Moëll, Olle Järnil och Claes Söderström.

## Birgitta Wollgårds biografi
Birgitta Wollgård växte upp i Uppsala och började tidigt med sång. Som trettonåring vann hon talangjakten "Ungdom med ton" i Uppsala. Då började hon sjunga med Håkan Eldhs orkester. Sedan sjöng hon med Lasse Källs orkester. De spelade bland annat i singeln "No Amigo" 1969. 

## Birgitta Wollgård & Salut
Wollgård och hennes man Lasse Johansson bildade bandet Birgitta Wollgård & Salut. Bandet skivdebuterade 1973 på Polar Music med en cover på Brenda Lees "My Whole World is Falling Down", och, precis som originalet, placerade de låten på första plats på Tio i topp 1974. Den följande singeln hade titeln "Jag älskar Björn och Benny och Sten och Sture, Jompa och Tompa och Sven" och var en svenskspråkig coverversion av Abba:s "Me and Bobby and Bobby's Brother" med text av Stikkan Anderson. 1975 fick gruppen en etta på Svensktoppen med "Om och om och om och om igen" som var en svenskspråkig version av Abba:s "I Do, I Do, I Do, I Do, I Do". Samtidigt låg deras inspelning "Stick iväg" på Svensktoppen med en tredjeplats som bästa resultat. Bandet spelade även in Abba-låtarna "Mamma Mia" och "Why Did It Have to Be Me" med svensk text, den senare med titeln "Det var det ingenting på". Förutom att spela in material av Benny Andersson, Björn Ulvaeus och Stikkan Anderson, bidrog även Torgny Söderberg med kompositioner och låttexter till gruppen. Samtliga av gruppens inspelningar producerades av Rutger Gunnarsson. 1979 upplöstes gruppen efter flitigt turnerande i Sverige från 1974 och framåt.

## Wollgård utanför bandet
Vid sidan av bandet gav Birgitta Wollgård ut ett musikalbum på egen hand, "Ställd mot väggen" 1978. Efter bandets upplösning körade hon under Abba:s världsturné 1979–1980 tillsammans med Tomas Ledin och Liza Öhman. Där var hon också beredd att ersätta Frida vid eventuella röstproblem. 
Efter Abba-turnén lämnade Birgtta Wollgård det aktiva musiklivet och började arbeta i en musikaffär. Därefter öppnade hon en frisersalong.  Wollgård och Gunilla Åsell i Gunillas, tidigare Hejjes, var de första kvinnliga kapellmästarna.

## Bandets senare aktivitet
Efter en kortare återförening med en konsert på Baldakinen i Uppsala 1996, en på Norrlands nation i Uppsala 2011 och en i Öregrund 2014 (Birgitta Wollgård på sång, Lasse Johansson på bas, Leif Stacksteg på gitarr, Thomas Eriksson på keyboard och Torbjörn "Tolle" Johansson på trummor), släppte bandet ett nytt musikalbum, 40 Years After, 2019 och en singel året därpå.

## Diskografi

### Musikalbum
- Dance, Dance, Dance (1973)
- Birgitta Wollgård & Salut (1975)
- Kurragömmalek (1977)
- 40 Years After (2019)

### Singelskivor
- "My Whole World is Falling Down" (1973)
- "Jag älskar Björn och Benny och Sten och Sture, Jompa och Tompa och Sven" (1974)
- "Om och om och om och om igen" (1975)
- "Hej, hej du rara" (1975)
- "Charlie Brown" (1976)
- "Christmas at home" (2020) [8]